# 생산 가능 곡선
미시경제학에서 생산 가능 곡선(영어: production–possibility frontier, PPF), 생산 가능 곡선(영어: production possibility curve, PPC) 또는 생산 가능 경계(영어: production possibility boundary, PPB)는 모든 생산요소를 사용하여 생산할 수 있는 모든 가능한 생산량의 양을 보여주는 그래프 표시이며, 주어진 자원은 단위 시간당 완전하고 효율적으로 활용된다. PPF는 배분 효율성, 규모의 경제, 기회비용(또는 한계 변환율), 생산 효율성, 자원 희소성(모든 사회가 직면하는 근본적인 경제 문제)과 같은 여러 경제 개념을 설명한다.
이러한 상충 관계는 일반적으로 경제에 대해 고려되지만, 각 개인, 가계 및 경제 조직에도 적용된다. 하나의 재화는 다른 재화로부터 자원을 전환해야만 생산할 수 있으므로, 다른 재화의 생산량을 줄여야 한다.

## PPF 곡선
고정된 투입량에 대한 생산 집합을 그래픽으로 한정하는 PPF 곡선은 기술의 현재 상태가 주어졌을 때, 다른 상품의 주어진 생산 수준에 대해 한 상품의 최대 가능한 생산 수준을 보여준다. 이를 통해 PPF는 해당 생산 집합의 맥락에서 생산 효율성을 정의한다. 경계선 상의 점(예: 그래프의 B, D, C점)은 가용 투입물의 효율적인 사용을 나타내고, 곡선 아래의 점(예: A점)은 비효율성을 나타내며, 곡선 너머의 점(예: X점)은 불가능성을 나타낸다.

그림 1: 생산 가능 곡선

PPF는 일반적으로 원점에서 바깥쪽으로 불룩하게 그려지지만(원점에서 볼 때 "오목한"), 여러 가정에 따라 아래쪽으로 불룩하게(안쪽으로) 또는 선형으로(직선으로) 표현될 수 있다.
PPC의 바깥쪽 이동은 물적 자본 또는 노동과 같은 투입물 가용성의 증가, 또는 투입물을 산출물로 변환하는 방법에 대한 기술 발전의 결과이다. 이러한 이동은 예를 들어, 이미 완전한 생산성(PPF 상)으로 운영되고 있는 경제의 경제성장을 반영하며, 이는 지정된 기간 동안 두 산출물 모두를 희생하지 않고 더 많이 생산할 수 있음을 의미한다. 반대로, 노동력이 감소하거나 원자재 공급이 고갈되거나 자연재해로 인해 물적 자본 재고가 감소하면 PPF는 안쪽으로 이동한다.
그러나 대부분의 경제 수축은 생산량이 줄어드는 것이 아니라 경제가 경계선 아래에서 작동하기 시작했음을 반영한다. 이는 일반적으로 노동과 물적 자본이 모두 불완전 고용되어 유휴 상태로 남아있기 때문이다.
미시경제학에서 PPF는 두 재화 세계에서 개인, 가계 또는 기업에 열려 있는 선택지를 보여준다. 정의에 따르면, 곡선 상의 모든 점은 생산적으로 효율적이지만, 시장 수요의 특성을 고려할 때, 일부 점은 다른 점보다 더 수익성이 높을 것이다. 기업의 균형은 PPF 상에서 가장 수익성 높은 산출물 조합이 될 것이다.
거시경제학적 관점에서 PPF는 특정 기간 동안 광범위한 산출물 범주에 대해 한 국가 또는 경제가 이용할 수 있는 생산 가능성을 보여준다. 이는 전통적으로 모든 자금을 y축의 소비와 x축의 투자에 할당하는 것 사이의 움직임을 보여주기 위해 사용된다. 그러나 경제는 반드시 배분 효율성을 달성하지 않고도 생산 효율성을 달성할 수 있다. 시장 실패(불완전 경쟁 또는 외부성 등)와 일부 사회적 의사 결정 기관(정부 및 전통 등)은 소비자가 PPF 상에서 가능한 것을 고려할 때 선호하는 것과 비교하여 잘못된 재화 조합이 생산되도록(따라서 두 재화 생산 간에 자원 할당이 잘못되도록) 이끌 수 있다.

## 위치

그림 2: 생산 가능 곡선의 비편향적 확장

특정 시점에 PPF 위치를 결정하는 두 가지 주요 요인은 테크놀로지와 경영 전문 지식(이는 가용 생산함수에 반영됨)의 상태, 그리고 생산요소(재료, 직접 노동, 공장 간접비)의 가용량이다.
단기적으로 실제로 달성 가능한 점은 PPF 상 또는 내부에 있는 점뿐이다. 장기적으로 기술이 향상되거나 생산 요소 공급이 증가하면 경제의 두 재화 생산 능력이 증가한다. 이 잠재력이 실현되면 경제성장이 발생한다. 이러한 증가는 생산 가능 곡선이 오른쪽으로 이동하는 것으로 나타난다. 반대로, 자연, 군사 또는 생태 재해는 경제의 생산 능력 감소에 따라 PPF를 왼쪽으로 이동시킬 수 있다. 따라서 곡선 상 또는 내부에 있는 모든 점은 생산 집합의 일부이다. 즉, 경제가 잠재적으로 생산할 수 있는 재화 조합이다.
묘사된 두 생산재가 자본 투자(미래 생산 가능성을 높이기 위한)와 현재 소비재라면, 올해 투자가 많을수록 다음 해에는 PPF가 더 많이 바깥쪽으로 이동할 것이다. 곡선의 이동은 한 재화(예: 총)의 생산 가능성을 다른 재화보다 더 선호하는 기술 진보가 PPF를 선호하는 재화의 축을 따라 더 바깥쪽으로 이동시켜 생산 가능성을 해당 방향으로 "편향"시키는 방식을 나타낼 수 있다. 마찬가지로, 한 재화가 자본을 더 많이 사용하고 자본이 다른 요소보다 빠르게 성장한다면, 성장 가능성은 자본 집약적 재화를 선호하도록 편향될 수 있다. 또한 PPF의 이동은 기술 개선이나 자본재의 효율적인 사용이 있음을 나타낼 수 있다.

## 속성

### 효율성

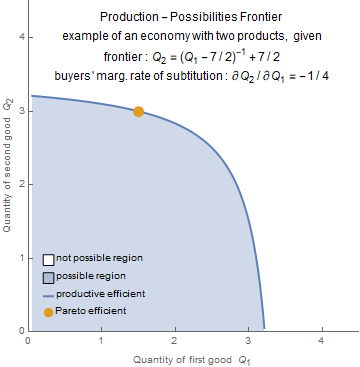
그림 3: 파레토 최적을 설명하는 두 가지 제품을 가진 경제의 생산 가능 곡선

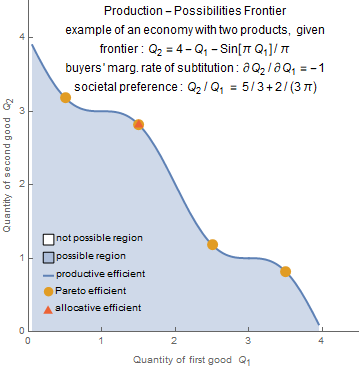
그림 4: 자원 배분 효율성을 위반하는 경계점

생산 가능 곡선은 고정된 자원(생산요소)과 고정된 기술 발전을 고려할 때 경제가 달성할 수 있는 최대 산출량(재화/서비스)을 나타낸다.
- 생산 가능 곡선/곡선 위 또는 아래에 있는 점들은 가능/달성 가능하다. 즉, 현재 이용 가능한 자원과 기술로 생산할 수 있는 양이다.
- 생산 가능 곡선/곡선 위에 있는 점들은 불가능/달성 불가능하다. 왜냐하면 현재 이용 가능한 자원과 기술로는 그 양을 생산할 수 없기 때문이다.
- 곡선/곡선보다 엄격히 아래에 있는 점들은 비효율적이다. 왜냐하면 경제는 기존 자원과 기술로 다른 어떤 재화의 생산량을 희생하지 않고도 최소한 하나의 재화를 더 많이 생산할 수 있기 때문이다.
- 곡선/곡선 상에 있는 점들은 효율적이다.

달성 불가능한 점들은 국제무역과 경제성장을 통해 달성될 수 있다. 예를 들어 자원 및 기술 수입, 재화 및 서비스 생산 증가 등이 있다.
특히, 경계선상의 모든 지점에서 경제는 생산 효율성을 달성한다. 즉, 주어진 투입물에서 어떤 재화의 산출량을 희생하지 않고는 어떤 재화의 산출량도 더 이상 달성할 수 없다.
일부 생산 효율적인 점들은 파레토 최적이다. 즉, 어떤 소비자도 더 나쁘게 만들지 않는 거래를 찾는 것이 불가능하다. 파레토 최적은 한계 변환율(경계선의 기울기/재화의 기회비용)이 모든 소비자의 한계대체율과 같을 때 달성된다.
마찬가지로, 경계선상의 모든 파레토 최적 지점이 자원 배분 효율적인 것은 아니다. 자원 배분 효율성은 경제가 사회적 선호도에 맞는 양으로 생산할 때만 달성된다.
일반적으로 PPF는 위 그림과 같은 곡선 형태를 띤다. PPF 상에서 운영되는 경제는 효율적이라고 하며, 이는 다른 재화의 생산을 줄이지 않고서는 한 재화의 생산량을 늘릴 수 없음을 의미한다. 반대로, 경제가 곡선 아래에서 운영된다면 비효율적으로 운영된다고 하는데, 이는 자원을 재할당하여 두 재화 모두를 더 많이 생산할 수 있거나, 노동이나 자본과 같은 일부 자원이 유휴 상태로 있어 두 재화 모두를 더 많이 생산하기 위해 완전히 고용될 수 있기 때문이다.
예를 들어, 경제의 가용 생산요소량이 시간에 따라 변하지 않고 기술 발전도 일어나지 않는다고 가정하면, 경제가 PPF에서 운영될 경우 더 많은 버터를 생산하기 위해 총 생산을 희생해야 한다. 생산이 효율적이라면 경제는 PPF 상의 조합(점) 중에서 선택할 수 있다. 즉, 총이 중요하면 B, 더 많은 버터가 필요하면 C, 버터와 총이 동일하게 필요하면 D를 선택할 수 있다.
PPF에서 곡선 상의 모든 점은 최대 생산 효율성의 지점이다(주어진 투입물로 다른 재화의 산출량을 희생하지 않고 어떤 재화의 산출량도 더 이상 달성할 수 없다). 경계선 내부의 모든 점(예: A)은 생산 가능하지만 생산적으로 비효율적이다. 곡선 외부의 모든 점(예: X)은 주어진 기존 자원으로 생산할 수 없다. 그러나 곡선 상의 모든 점이 파레토 최적인 것은 아니다. 오직 한계 변환율이 모든 소비자의 한계대체율과 같고 따라서 가격 비율과 같을 때만 어떤 소비자도 더 나쁘게 만들지 않는 거래를 찾는 것이 불가능할 것이다.
생산 가능 곡선 위 또는 왼쪽에 있는 모든 점을 달성 가능한 점이라고 한다. 즉, 현재 이용 가능한 자원으로 생산할 수 있다. 생산 가능 곡선 오른쪽에 있는 점은 현재 이용 가능한 자원을 사용하여 생산할 수 없으므로 달성 불가능하다고 한다. 곡선 왼쪽에 엄격하게 있는 점은 비효율적이라고 한다. 왜냐하면 기존 자원으로 다른 재화의 생산을 희생하지 않고도 최소한 하나의 재화를 더 많이 생산할 수 있기 때문이다. 효율적인 점은 생산 가능 곡선 상에 있는 점이다. 그러한 어떤 점에서도 한 재화를 더 많이 생산하려면 다른 재화를 덜 생산해야 한다.
다양한 유형의 효율성 측정치( 패럴, 쌍곡선, 방향성, 비용, 수익, 이익, 부가 등)와 그 관계에 대한 광범위한 논의는 Sickles and Zelenyuk (2019, Chapter 3)를 참조하라.

### 한계변환율

그림 5: 한계 변환율은 AA에서 BB로 전환될 때 증가한다.

주어진 지점에서 생산 가능 곡선(PPF)의 기울기는 한계 변환율(MRT)이라고 한다. 기울기는 한 재화의 생산을 (생산 자원의 재할당을 통해) 다른 재화의 생산으로 전환할 수 있는 비율을 정의한다. 이는 또한 상품의 (한계) "기회비용"이라고도 불리며, 즉 Y에 대한 X의 한계 기회비용이다. 이는 X 한 단위를 더 생산하기 위해 Y재화가 얼마나 포기되는지 또는 그 반대를 측정한다. PPF의 형태는 일반적으로 재화의 생산량 증가에 따라 기회비용이 증가함을 나타내기 위해 원점에 대해 오목하게 그려진다. 따라서 MRT는 PPF의 왼쪽 상단에서 오른쪽 하단으로 이동할수록 절대값이 증가한다.
한계 변환율은 두 상품 중 어느 한 쪽으로 표현될 수 있다. 버터에 대한 총의 한계 기회비용은 총에 대한 버터의 한계 기회비용의 역수일 뿐이다. 예를 들어, 다이어그램의 BB 지점에서 (절대) 기울기가 2라면, 버터 한 팩을 더 생산하기 위해 총 2개를 희생해야 한다. AA 지점에서 버터에 대한 총의 한계 기회비용이 0.25와 같다면, 총 한 개를 희생하여 버터 4팩을 생산할 수 있으며, 버터에 대한 총의 기회비용은 4이다.

## 형태
생산 가능 곡선은 요소 강도의 에지워스 생산 박스 도표의 계약 곡선에서 구성될 수 있다. 위에서 사용된 예시(원점에 대해 오목한 곡선으로 증가하는 기회비용을 보여줌)는 PPF의 가장 일반적인 형태이다. 이는 두 생산 부문의 요소 집약도와 기술의 불일치를 나타낸다. 즉, 경제가 한 제품(예: B에서 D로 이동)에 점점 더 전문화됨에 따라 해당 제품을 생산하는 데 효율성이 떨어지는 자원을 점점 더 많이 사용하게 되므로 해당 제품을 생산하는 기회비용이 증가한다. 버터 생산이 증가함에 따라 총 산업의 노동자들이 버터 생산으로 이동할 것이다. 처음에는 가장 자격이 없거나 가장 일반적인 총 노동자들이 버터 생산으로 전환될 것이며, 이들을 이동시키는 것은 버터 생산 증가의 기회비용에 거의 영향을 미치지 않을 것이다. 즉, 총 생산량 손실은 작을 것이다. 그러나 총 생산에 점점 더 전문화된 자원들이 버터 산업으로 이동함에 따라 연속적인 버터 단위 생산 비용은 증가할 것이다.
기회비용이 일정하다면 직선형(선형) PPF가 생성된다. 이 경우는 자원이 전문화되지 않아 추가 비용 없이 서로 대체될 수 있는 상황을 반영한다. 유사한 자원을 필요로 하는 제품(예: 빵과 페이스트리)은 거의 직선형 PPF를 가지므로 거의 일정한 기회비용을 가질 것이다. 더 구체적으로, 규모에 대한 수익 불변의 경우 선형 PPF에 대한 두 가지 가능성이 있다. 고려할 생산요소가 하나뿐이거나 두 부문의 요소 집약도 비율이 생산 가능 곡선 상의 모든 지점에서 일정할 때이다. 그러나 규모에 대한 수익 변화의 경우 어느 경우에도 완전히 선형이 아닐 수 있다.
규모의 경제가 발생하면 PPF는 안쪽으로 휘어져, 한 재화를 더 많이 생산할수록 그 재화의 기회비용이 감소한다. 연속적인 재화 단위 생산에 대한 전문화는 그 재화의 기회비용을 결정한다(대량생산 방식이나 노동 분업 등).

## 기회비용

그림 7: A에서 B로 버터를 늘리는 데는 기회비용이 거의 들지 않지만, C에서 D로 가는 데는 비용이 많이 든다.

경계선상의 한 시작점에서, 생산 자원의 증가가 없다면, 첫 번째 재화의 생산을 늘리는 것은 두 번째 재화의 생산을 줄이는 것을 수반한다. 왜냐하면 자원이 첫 번째 재화로 이전되고 두 번째 재화에서 멀어져야 하기 때문이다. 곡선상의 점들은 재화들 사이의 상충 관계를 설명한다. 두 번째 재화 생산의 희생은 기회비용이라고 불린다(첫 번째 재화 생산을 늘리는 것은 두 번째 재화의 일부를 생산할 기회를 잃는 것을 수반하기 때문). 기회비용은 첫 번째 재화 한 단위 이상을 위해 포기된 두 번째 재화의 단위 수로 측정된다.
PPF 맥락에서, 기회비용은 곡선의 형태와 직접적으로 관련되어 있다(아래 참조). PPF 곡선의 형태가 직선이라면, 다른 재화의 생산이 변할 때 기회비용은 일정하다. 그러나 기회비용은 일반적으로 시작점과 끝점에 따라 달라진다. 그림 7에서 버터 생산량이 낮은 수준에서 버터 10팩을 더 생산하는 데는 총 5개를 잃는 비용이 든다(A에서 B로의 이동으로 표시). C 지점에서 경제는 이미 최대 버터 생산량에 가깝다. 버터 10팩을 더 생산하려면 총 50개를 희생해야 한다(C에서 D로의 이동과 같이). 이득과 손실의 비율은 한계 변환율에 의해 결정된다.

## 내용주
1. ↑  Sickles, R., & Zelenyuk, V. (2019). Measurement of Productivity and Efficiency: Theory and Practice. Cambridge: Cambridge University Press. doi:10.1017/9781139565981
2. ↑  Coelli, Time; Prasada Rao, D. S.; Battese, George E. (1998). 《An Introduction to Efficiency and Productivity Analysis》. Springer. 59–60쪽. ISBN 978-0-7923-8062-7.
3. ↑  Farrell, M. J. (1957). 《The Measurement of Productive Efficiency》. 《Journal of the Royal Statistical Society》 120 (Journal of the Royal Statistical Society. Series A (General), Vol. 120, No. 3). 253–290쪽. doi:10.2307/2343100. JSTOR 2343100.
4. 1 2 3 4  Lipsey, Richard G. (1975). 《An introduction to positive economics》 four판. Weidenfeld & Nicolson. 57–8쪽. ISBN 0-297-76899-9.
5. ↑  Samuelson, Paul A., and William D. Nordhaus (2004). Economics. Ch. 1, "Figure 1-5. Investment for Future Consumption Requires Sacrificing Current Consumption."
6. ↑  Krugman, Paul R. (2004). 《International economics: theory and policy》 six판. 清华大学出版社. 100–1쪽. ISBN 978-7-302-07889-0.
7. ↑  Gillespie, Andrew (2007). Foundations of Economics, "The production possibility frontier (curve): the PPF or PPC" (press +). Oxford University Press. Access date 6 January 2010 .
8. ↑  Standish, Barry (1997). 《Economics: Principles and Practice》. South Africa: Pearson Education. 13–15쪽. ISBN 978-1-86891-069-4.
9. ↑  Varian, Hal (2006). 《Intermediate Microeconomics》 7판. W. W. Norton. 605–606쪽.
10. ↑  other, Attainable (2012). 《Principles of Microeconomics》. Canada: McGraw-Hill Ryerson Limited. 37쪽. ISBN 978-0-07-040144-0.
11. ↑  Pindyck, Robert S.; Rubinfeld, Daniel L. (2005). 《Microeconomics》. Pearson Education. ISBN 0-13-713335-9.
12. ↑  Stolper, Wolfgang F.; Samuelson, Paul A. (1941). 《Protection and Real Wages》. 《Review of Economic Studies》 9 (The Review of Economic Studies, Vol. 9, No. 1). 58–74쪽. doi:10.2307/2967638. JSTOR 2967638. S2CID 153734773.
13. ↑  Barthwal, R. R. (2007). 《Industrial Economics: An Introductory Text Book》. 31쪽.
14. 1 2 3  Anderson, David (2004). 《Cracking the AP Economics Macro Micro Exam》. Princeton Review. 37–8쪽. ISBN 978-0-375-76384-7.
15. ↑  Hall, Robert Ernest; Lieberman, Marc (2008). 《Macroeconomics: principles and applications》. Mason, OH: Thomson/South-Western. 466쪽. ISBN 978-0-324-42146-0.
16. ↑  Choi, Eun Kwan; Harrigan, James (2003). 《Handbook of international trade》. Malden, MA: Blackwell Pub. 192–3쪽. ISBN 0-631-21161-6.
17. ↑  Kemp, Murray C.; Herberg, Horst; Long, Ngo van (1993). 《Trade, welfare, and economic policies: essays in honor of Murray C. Kemp》. Ann Arbor: University of Michigan Press. 3쪽. ISBN 0-472-10364-4.